# 섬이정원
섬이정원은 경상남도 남해군 남면에 위치한 정원이다.

## 개요
2009년에 개인이 경영 목적으로 정원을 조성했으며, 2015년에 경상남도 지정 제1호 민간 정원으로 등록됐다.
다랭이논의 돌축대와 농사용 연못(덤벙)을 활용해 정원을 조성했다. 섬이정원이라는 명칭은 남해라는 섬, 그 자체로 정원’이라는 뜻을 갖고 있다.
2024년 10월에는 산림청에서 지정한 대한민국 아름다운 민간정원 30선에 선정됐다.

## 사진

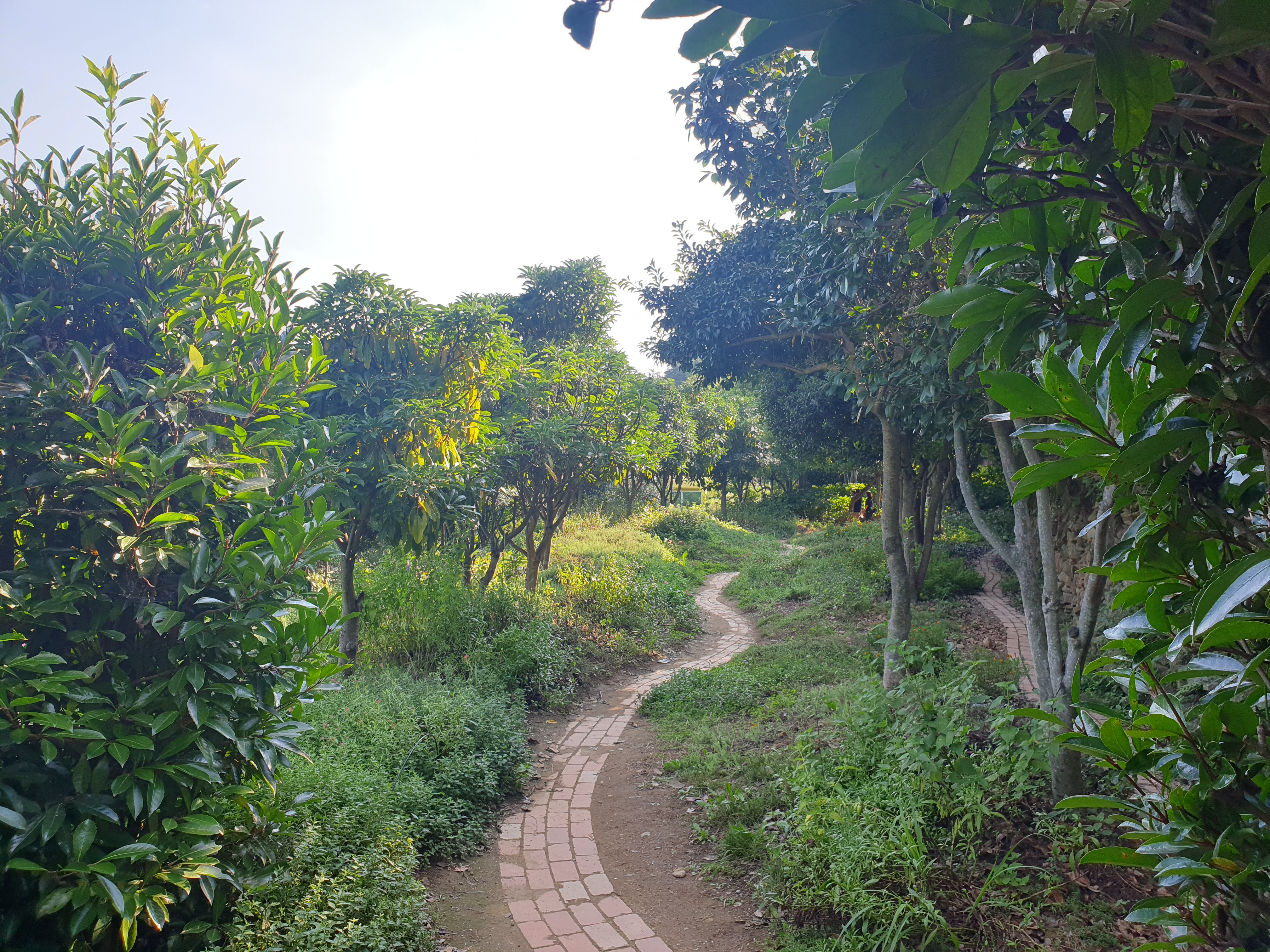
2019년 8월 섬이정원
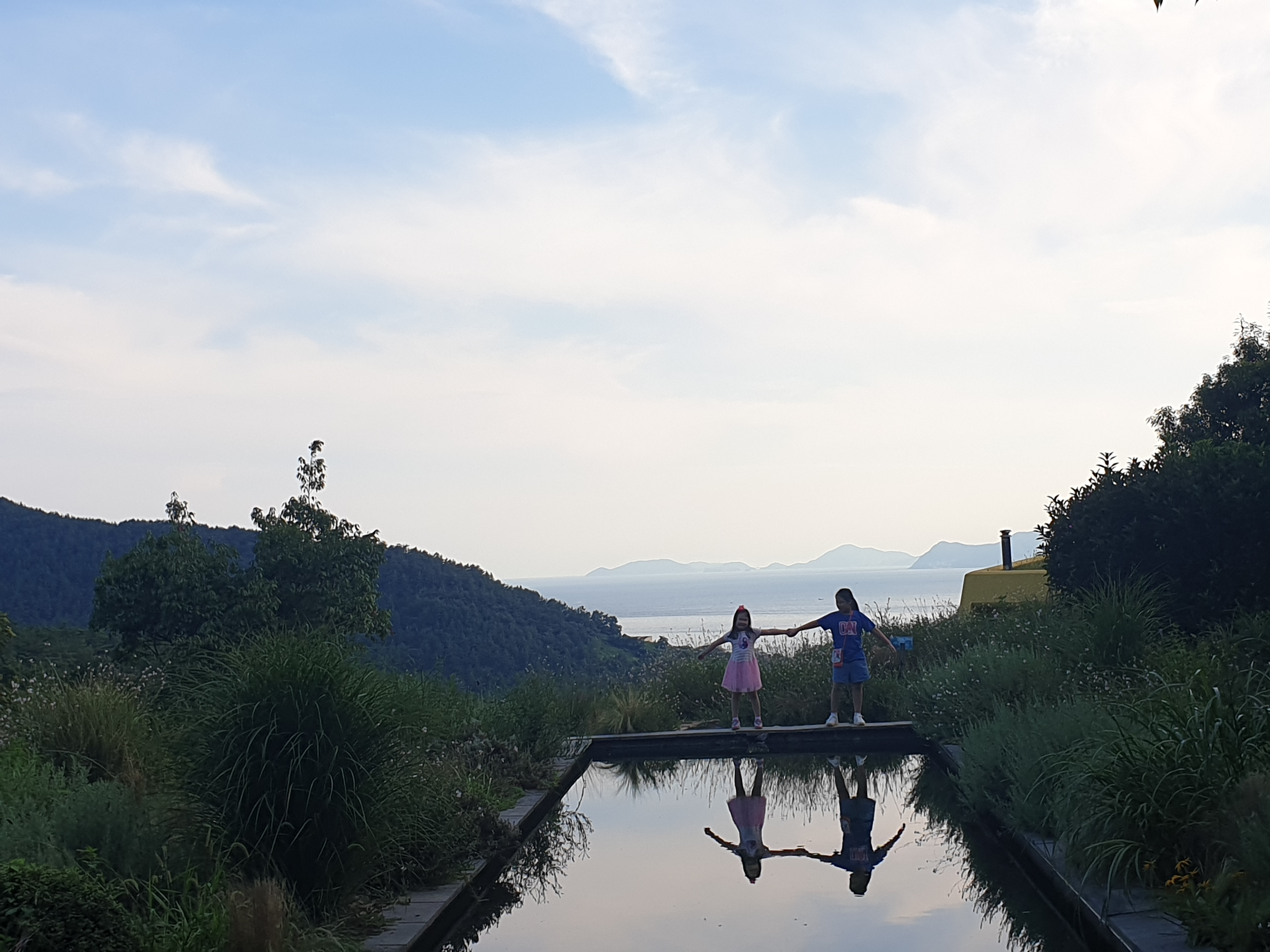
2019년 8월 섬이정원